# Melinda och Melinda
Melinda och Melinda är en amerikansk långfilm från 2004.

## Handling
East Side, Manhattan. Två författare berättar varsin historia om en fiktiv kvinna, Melinda. Hos den ene är Melinda en självdestruktiv tjej, i den andra en lättsam romantiker.

## Om filmen
Melinda och Melinda är skriven och regisserad av Woody Allen.

## Rollista (urval)
- Radha Mitchell - Melinda Robacheau
- Will Ferrell - Hobie
- Amanda Peet - Susan
- Chloë Sevigny - Laurel
- Steve Carell - Walt Wagner
- Josh Brolin - Greg Earlinger